# Valasjön (Ramsele socken, Ångermanland)
Valasjön är en sjö i Sollefteå kommun i Ångermanland och ingår i Ångermanälvens huvudavrinningsområde. Sjön har en area på 0,306 kvadratkilometer och ligger 236,2 meter över havet.

## Delavrinningsområde
avvattnas av vattendraget Kvarnån
Valasjön ingår i det delavrinningsområde (703943-153002) som SMHI kallar för Utloppet av Valasjön. Medelhöjden är 314 meter över havet och ytan är 3,56 kvadratkilometer. Det finns ett avrinningsområde uppströms, och räknas det in blir den ackumulerade arean 29,6 kvadratkilometer. Valasjöån/ Kvarnån som avvattnar avrinningsområdet har biflödesordning 3, vilket innebär att vattnet flödar genom totalt 3 vattendrag innan det når havet efter 115 kilometer. Avrinningsområdet består mestadels av skog (78 procent). Avrinningsområdet har 0,31 kvadratkilometer vattenytor vilket ger det en sjöprocent på 8,6 procent.